# Abdallah Sima
Abdallah Dipo Sima (Dakar, 17 giugno 2001) è un calciatore senegalese, attaccante del Brighton, e della nazionale senegalese.

## Caratteristiche tecniche
È un centravanti adattabile anche sulla fascia, dotato di ottima velocità buon senso del gol. Viene paragonato a Thierry Henry.

## Carriera

### Club
Cresciuto nel settore giovanile dell'Thonon Évian, dopo una breve parentesi al Táborsko si trasferisce allo Slavia Praga. Inizialmente aggregato alla formazione delle riserve, debutta tra i professionisti il 26 settembre 2020, giocando l'incontro di campionato vinto 3-0 contro lo Slovácko. Il 22 ottobre, invece, esordisce in UEFA Europa League durante la partita della fase a gironi persa 3-1 contro l'Hapoel Be'er Sheva. In questa competizione, due settimane più tardi, segna la sua prima rete in carriera contro il Nizza. Il 6 dicembre successivo decide, invece, il derby contro lo Sparta Praga segnando una doppietta nel 3-0 finale. Conclude la stagione con 16 reti e 30 presenze in tutte le competizioni.
Il 1 settembre 2021 viene acquistato dal Brighton per 11 milioni di euro, che il giorno stesso lo gira in prestito annuale allo Stoke City.
Il 13 luglio 2022 viene ceduto in prestito all'Angers.
Il 29 giugno 2023 viene ceduto in prestito ai Rangers.
Il 21 agosto 2024 viene ceduto in prestito al Brest.

### Nazionale
Il 22 marzo 2021 riceve la prima convocazione da parte del CT della nazionale Senegalese Aliou Cissé in vista del doppio impegno di qualificazione per la Coppa d'Africa 2021. Debutta quattro giorni dopo, entrando in campo nel secondo tempo della sfida pareggiata 0-0 contro la RD del Congo.

## Statistiche
Statistiche aggiornate al 17 maggio 2025.

### Presenze e reti nei club
| Stagione            | Squadra             | Campionato          | Campionato | Campionato | Coppe nazionali | Coppe nazionali | Coppe nazionali | Coppe continentali | Coppe continentali | Coppe continentali | Altre coppe | Altre coppe | Altre coppe | Totale | Totale | Totale |
| Stagione            | Squadra             | Comp                | Pres       | Reti       | Comp            | Pres            | Reti            | Comp               | Pres               | Reti               | Comp        | Pres        | Reti        | Pres   | Reti   |        |
| ------------------- | ------------------- | ------------------- | ---------- | ---------- | --------------- | --------------- | --------------- | ------------------ | ------------------ | ------------------ | ----------- | ----------- | ----------- | ------ | ------ | ------ |
| 2020-2021           | Slavia Praga        | 1L                  | 21         | 11         | CRC             | 1               | 1               | UEL                | 8                  | 4                  |             | -           | -           | 30     | 16     |        |
| ago. 2021           | Slavia Praga        | 1L                  | 3          | 0          | CRC             | -               | -               | UCL+UEL            | 1+2                | 0                  |             |             |             | 6      | 0      |        |
| Totale Slavia Praga | Totale Slavia Praga | Totale Slavia Praga | 24         | 11         |                 | 1               | 1               |                    | 11                 | 4                  |             |             |             | 36     | 16     |        |
| sett. 2021-2022     | Stoke City          | FLC                 | 2          | 0          | FACup+CdL       | 0+2             | 0               | -                  | -                  | -                  | --          | -           |             | 4      | 0      |        |
| 2022-2023           | Angers              | L1                  | 31         | 5          | CF              | 3               | 1               |                    | -                  | -                  |             | -           | -           | 34     | 6      |        |
| 2023-2024           | Rangers             | SP                  | 25         | 11         | CS+CdL          | 2+4             | 0+1             | UCL+UEL            | 3+6                | 1+3                | -           | -           | -           | 40     | 16     |        |
| 2024-2025           | Brest               | L1                  | 27         | 7          | CF              | 4               | 2               | UCL                | 9                  | 3                  |             | -           | -           | 40     | 12     |        |
| Totale carriera     | Totale carriera     | Totale carriera     | 109        | 34         |                 | 16              | 5               |                    | 29                 | 11                 |             | -           | -           | 154    | 50     |        |

### Cronologia presenze e reti in nazionale
| Cronologia completa delle presenze e delle reti in nazionale ― Senegal | Cronologia completa delle presenze e delle reti in nazionale ― Senegal | Cronologia completa delle presenze e delle reti in nazionale ― Senegal | Cronologia completa delle presenze e delle reti in nazionale ― Senegal | Cronologia completa delle presenze e delle reti in nazionale ― Senegal | Cronologia completa delle presenze e delle reti in nazionale ― Senegal | Cronologia completa delle presenze e delle reti in nazionale ― Senegal | Cronologia completa delle presenze e delle reti in nazionale ― Senegal |
| Data                                                                   | Città                                                                  | In casa                                                                | Risultato                                                              | Ospiti                                                                 | Competizione                                                           | Reti                                                                   | Note                                                                   |
| ---------------------------------------------------------------------- | ---------------------------------------------------------------------- | ---------------------------------------------------------------------- | ---------------------------------------------------------------------- | ---------------------------------------------------------------------- | ---------------------------------------------------------------------- | ---------------------------------------------------------------------- | ---------------------------------------------------------------------- |
| 26-3-2021                                                              | Brazzaville                                                            | Rep. del Congo                                                         | 0 – 0                                                                  | Senegal                                                                | Qual. Coppa d'Africa 2021                                              | -                                                                      | 65’                                                                    |
| 30-3-2021                                                              | Dakar                                                                  | Senegal                                                                | 1 – 1                                                                  | eSwatini                                                               | Qual. Coppa d'Africa 2021                                              | -                                                                      |                                                                        |
| 1-9-2021                                                               | Thiès                                                                  | Senegal                                                                | 2 – 0                                                                  | Togo                                                                   | Qual. Mondiali 2022                                                    | -                                                                      | 82’                                                                    |
| 7-9-2021                                                               | Brazzaville                                                            | Rep. del Congo                                                         | 1 – 3                                                                  | Senegal                                                                | Qual. Mondiali 2022                                                    | -                                                                      | 61’                                                                    |
| 8-1-2024                                                               | Dakar                                                                  | Senegal                                                                | 1 – 0                                                                  | Niger                                                                  | Amichevole                                                             | -                                                                      | 61’                                                                    |
| 6-6-2024                                                               | Diamniadio                                                             | Senegal                                                                | 1 – 1                                                                  | RD del Congo                                                           | Qual. Mondiali 2026                                                    | -                                                                      | 78’                                                                    |
| 9-6-2024                                                               | Nouakchott                                                             | Mauritania                                                             | 0 – 1                                                                  | Senegal                                                                | Qual. Mondiali 2026                                                    | -                                                                      | 90+10’                                                                 |
| 9-9-2024                                                               | Bujumbura                                                              | Burundi                                                                | 0 – 1                                                                  | Senegal                                                                | Qual. Coppa d'Africa 2025                                              | -                                                                      | 90’                                                                    |
| 22-3-2025                                                              | Bengasi                                                                | Sudan                                                                  | 0 – 0                                                                  | Senegal                                                                | Qual. Mondiali 2026                                                    | -                                                                      | 79’                                                                    |
| 6-6-2025                                                               | Dublino                                                                | Irlanda                                                                | 1 – 1                                                                  | Senegal                                                                | Amichevole                                                             | -                                                                      | 63’                                                                    |
| Totale                                                                 |                                                                        | Presenze                                                               | 10                                                                     |                                                                        | Reti                                                                   | 0                                                                      |                                                                        |

## Palmarès

### Club

#### Competizioni nazionali
- Campionato ceco: 1

Slavia Praga: 2020-2021
- Coppa della Repubblica Ceca: 1

Slavia Praga: 2020-2021
- Coppa di Lega scozzese: 1

Rangers: 2023-2024